# Опсада Плевена
Опсада Плевена била је кључна битка током Руско-турског рата (1877—1878). Освајање Плевена, коју је одбранила најјача и најспособнија војска Осман Нури-паше, означило је прекретницу рата, што је резултирало ослобађањем Бугарске и уласком Русије у Велику игру као лидера после губитка Кримског рата.
Битка за Плевен улази као један од незаборавних догађаја у светској војној историји. Руском војском која је опколила град лично је командовао руски цар Александар II Николајевич, а албански гарнизон опкољеног водио је Осман паша (назван по оснивачу османске династије), који се предао и послат у Харков. Ипак, касније је постао османски министар рата и победио Грке и Гарибалдијевог сина Ричоти у првом грчко-турском рату. Кнежевина Србија није имала намеру да се умеша у рат после губитка такозваног Јаворски рат, али пад Плевена променио је положај будућег краља Милана и Србија је заузела Ниш и Пирот, што је изнервирало чак и Руси. 
Победа у овој битки практично је стекла независност Румуније и Србије.

## Битка одјекује у књижевности и уметности
Опсада у којој је Александар II лично учествовао била је предмет многих уметничких дела попут „Турског гамбита“, а руског цара су многи људи и снаге толико омражили да га је растргао терористички напад пакленом машином само 3 године након војног успеха у Плевену.  Са овим нападом је веза у филму Никите Михалкова „Сибирски бербер”. 
Од ове војне битке, Плевен је постао град војне бугарске славе и био је испрекидан споменицима и црквама победе. За време Варшавског пакта основана је школа за резервне официре у Плевену; школа ваздухопловних снага; резервна четврта бугарска армија и ракете ОТР-23 (SS-23 Spider) од 15. октобра 1986, смештени у оближњем селу Телиш (Јосиф Гурко је победом код Телиша затворио круг око Плевена). У случају рата напуњеног нуклеарним бојевим главама, ракете SS-23 требало је да постигну ликвидацију шесте флоте САД на Средоземљу, одвраћање турске војске и разградњу НАТО база у Грчкој. 
Након рата на Косова и Метохије и напади 11. септембра 2001., Сједињене Државе поставиле су обавезним Бугарском да уништи ове пројектиле ако жели да постане члан НАТО-а, а Бугарска је то учинила на јесен 2002. године. 